# Eichhofermühle
Eichhofermühle ist eine ehemalige Wassermühle und ein heutiger Ortsteil der Stadt Halver im Märkischen Kreis (Nordrhein-Westfalen).
Eichhofermühle liegt im Westen des Halveraner Stadtgebietes im Tal der Ennepe. Die Nachbarorte sind Löhrmühle, Beisen, Beiserohl, Niederennepe, Nordeln mit dem Nordeler Schleifkotten, Schüreichhofen und Stieneichhofen.
Der Ort ist über eine Straße zu erreichen, die bei Niederennepe von der Bundesstraße 229 abzweigt und die Ortschaften im Ennepetal anbindet. Bei Eichhofermühle mündet ein bei Schüreichhofen entspringender Zufluss der Ennepe. Nördlich des Orts liegt die Erhebung Bollberg.

## Geschichte
Die Eichhofermühle entstand 1811 als ein Abspliss von Schüreichhofen. Nordeln ist ein Abspliss der Hofschaft Stieneichhofen. Um 1875 wurde die Mühle außer Funktion gesetzt.
Spätestens seit dem Frühmittelalter (nach anderen Angaben seit vorgeschichtlicher Zeit) verlief westlich von Eichhofermühle eine wichtige Altstraße von Wipperfürth nach Breckerfeld vorbei. Nördlich vom Ort befindet sich auf dem Bollberg ein Ringwall, der nach Ausgrabungen (Keramikfunde aus dem 9. Jahrhundert) und neueren Forschungen als fränkische Ausbau- und Fliehburg zur Sicherung dieser Altstraße gedeutet wird.